# NGC 5655
NGC 5655 est une galaxie spirale située dans la constellation du Bouvier. Sa vitesse par rapport au fond diffus cosmologique est de 5 427 ± 15 km/s, ce qui correspond à une distance de Hubble de 80,1 ± 5,6 Mpc (∼261 millions d'al). NGC 5655 a été découverte par l'astronome germano-britannique William Herschel en 1787.
La classe de luminosité de NGC 5655 est III-IV et elle présente une large raie HI.
Les bases de données Simbad, qui contient par ailleurs plusieurs erreurs d'identification, et HyperLeda associent respectivement les galaxies NGC 5648 et NGC 5649 aux galaxies PGC 51840 et PGC 51857. NGC 5648 et NGC 5649 sont considérés comme doublon et il s'agit de la galaxie PGC 51840,,. Quant à la galaxie PGC 51857, il s'agit de NGC 5655. Simbad retourne une erreur à la requête NGC 5655 (Identifier not found in the database : NGC 5655).

## Groupe de NGC 5655
NGC 5655 fait partie d'un trio de galaxies qui porte son nom. Les deux autres galaxies du groupe de NGC 5655 sont NGC 5649 et UGC 9288. Ce trio est mentionné par A. M. Garcia et par Abraham Mahtessian, mais la liste de Garcia contient les mêmes erreurs d'identification que les bases de données Simbad et HyperLeda. La galaxie PGC 51857 y est identifié à NGC 5649 et PGC 51840 est identifié à NGC 5648. Mahtessian ne donne pas de correspondance avec d'autres catalogues, mais il est logique de penser que les mêmes erreurs sont répétées. De plus, il emploie une malheureuse abréviation non conventionnelle qui rend difficile, voire impossible, l’identification des galaxies. La galaxie PGC 9288 y est désignée comme 1426+1405 alors qu'il s'agit de CGCG 1426.6+1405. 